# 新吉工業區
新吉工業區，位於台南市安南區與安定區交界的工業區，為台南縣市合併後開發的首座工業區。因位於曾文溪附近，為避免工業排水影響下游的濕地生態，新吉工業區限制進駐廠商的類型，並標榜為「全國第一個污水零排放工業區」。新吉工業區占地約123.3公頃，其中76.8公頃為產業用地，其餘為管理機構、道路等公共設施。
新吉工業區原為種植甘蔗的台糖新吉農場，1997年被編定為工業區，但後來因故中止開發。直到2010年台南縣市合併後，為輔導未登記工廠合法經營，重啟新吉工業區開發案。預計2020年完成全區開發。

## 開發沿革
- 1997年，經濟部工業局依行政院「振興經濟方案」，核准編定為工業區[3]
- 1999年，因故暫停開發[4]
- 2013年，台南市都市計畫委員會審議通過新吉工業區細部計畫[3]
- 2014年1月，新吉工業區細部計畫公告實施[3]
- 2014年8月，通過環境影響評估，並承諾廢水零排放
- 2015年11月，開發動工，園區分六區動工及招商
- 2018年12月，全區道路完工啟用

## 園區規劃
新吉工業區服務中心
2017年10月24日動工，設有國際會議廳。建築獲得2018國家卓越建設獎，以及銀級綠建築標章。
公園
園區內有5座公園，其中一座為4.28公頃的「環頸雉保育公園」。

## 進駐廠商
園區產業以低汙染及低耗水為限，且食品、成衣及服飾、塑膠製品製造業外之製造業，不得產生製程廢水。